# Футболистам блокадного Ленинграда
«Футболистам блокадного Ленинграда» — памятник, посвящённый участникам легендарного блокадного футбольного матча, который прошёл 31 мая 1942 года. Матч был проведён по приказу Военного совета Ленинградского фронта для поддержки боевого духа жителей осаждённого города. В мачте принимали участие команды «Динамо» и «Ленинградского металлического завода» (ЛМЗ).

## Описание памятника
Памятник находится на территории стадиона «Динамо», где и проходил сам матч. Адрес расположения: Санкт-Петербург, Петроградский район, проспект Динамо, дом 44. Координаты расположения памятника:
N 59° 58' 2.496'' E 30° 15' 59.796''
Автор памятника — народный художник России Салават Щербаков.
Памятник представляет собой две фигуры футболистов в полный рост, бегущих за мячом. Рядом с ними расположена художественная стела в виде стилизованного знамени с геральдической лентой «Динамо» наверху, на которую перенесено изображение фотографии матча из архива "Совета ветеранов «Динамо».
На ленте, расположенной вверху стелы, находится надпись:
«31 мая 1942 года. Матч в блокадном Ленинграде. Динамо»
Сбоку стелы высечены списки участников обеих команд, «Динамо» и ЛМЗ.

## История памятника
Памятник был открыт 31 мая 2012 года в честь семидесятилетия знаменитого блокадного матча.
На церемонии открытия присутствовали губернатор Санкт-Петербурга Георгий Полтавченко, председатель Счётной палаты РФ Сергей Степашин, главы спортивного общества «Динамо», а также родственники футболистов-участников того турнира. В завершении торжественной церемонии открытия памятника на стадионе Динамо был проведён памятный матч между ветеранскими командами «Динамо» и «Зенита». Также в рамках церемонии открытия курсанты Суворовского военного училища МВД России и Первого кадетского корпуса ФПС провели реконструкцию блокадного матча, облачившись в форму тех времён.
С момента открытия памятника ежегодно в памятную дату блокадного матча проводится мемориальный Матч Памяти. Исключением стал только 2020 год, когда проведение мемориального матча было отменено в связи с коронавирусными ограничениями.